# Gruppo delle miche di uranio
Il gruppo delle miche di uranio o semplicemente miche di uranio è un gruppo generico di minerali (fosfati e arseniati) caratterizzati dalla presenza dello ione uranile. I principali minerali appartenenti a questo gruppo sono l'autunite, l'uranocircite, la torbernite e la zeunerite diffusi in particolare nelle zone di alterazione dei giacimenti uraniferi. Il riferimento alla mica è fuorviante in quanto con questa hanno in comune soltanto la facilissima sfaldatura basale.
Le miche di uranio solitamente presentano colorazioni molto vivaci nei toni che vanno dal giallo al giallo-verde inoltre presentano molto spesso fluorescenza.
Il gruppo si può suddividere in due serie tetragonali diverse contraddistinte dalla quantità di molecole d'acqua nella struttura: una prima serie contenente da 10 a 12 molecole d'acqua e una seconda contenente 8 molecole d'acqua. I minerali appartenenti alla seconda serie assumono il nome corrispondente al minerale della prima serie con il prefisso meta.
La struttura è formata da strati costituiti da tetraedri di (AsO4)3- (arseniato) o (PO4)3- (fosfato) gruppi lineari di (UO2)+2 (uranile) con interposte le molecole d'acqua ed i cationi dalla quale dipende la qualità della sfaldatura.